# Члянское сельское поселение
Чля́нское се́льское поселе́ние — муниципальное образование в Николаевском районе Хабаровского края Российской Федерации. Образовано в 2004 году. 
Административный центр — село Чля.

## Население
| 2010 | 2011 | 2012 | 2013 | 2014 | 2015 | 2016 |
| ---- | ---- | ---- | ---- | ---- | ---- | ---- |
| 638  | ↘634 | ↘596 | ↘557 | ↘549 | ↘537 | ↘522 |
| 2017 | 2018 | 2020 | 2021 |      |      |      |
| ↘502 | ↘470 | ↘436 | ↘296 |      |      |      |

## Населённые пункты
В состав поселения входят 2 населённых пункта:
| № | Населённый пункт | Тип  | Население |
| - | ---------------- | ---- | --------- |
| 1 | Литке            | село | ↘2        |
| 2 | Чля              | село | ↘294      |